# Antoniadi (cràter marcià)
|  | Aquest article tracta sobre un cràter de Mart. Si cerqueu un cràter de la Lluna, vegeu «Antoniadi (cràter)». |

Antoniadi és un gegantí cràter d'impacte del planeta Mart situat a l'oest del cràter Baldet, a l'est de Schöner i al sud-est de Flammarion, situat amb les coordenades planetocèntriques a 24.76 ° N i 64.47 ° E. L'impacte va causar un clot de 400.95 quilòmetres de diàmetre. El nom va ser aprovat el 1973 per la Unió Astronòmica Internacional, en honor de l'astrònom francès Eugène Michel Antoniadi (1870-1944).